# Antomicron pellucidum
Antomicron pellucidum is een rondwormensoort uit de familie van de Leptolaimidae. De wetenschappelijke naam van de soort is voor het eerst geldig gepubliceerd in 1920 door Cobb.